# 8 Ursae Minoris b
8 Ursae Minoris b (Halla) – planeta pozasłoneczna krążąca wokół gwiazdy 8 Ursae Minoris (Baekdu) w gwiazdozbiorze Małej Niedźwiedzicy, odległej o ponad 500 lat świetlnych od Słońca.

## Charakterystyka
Jest to gazowy olbrzym o masie 1,5 raza większej od Jowisza, który obiega swoją gwiazdę w średniej odległości około 0,5 au.

## Nazwa
Planeta ma nazwę własną Halla, pochodzącą od najwyższego szczytu w Korei Południowej (na wyspie Czedżu). Nazwa została wyłoniona w konkursie zorganizowanym w 2019 roku przez Międzynarodową Unię Astronomiczną w ramach stulecia istnienia organizacji. Uczestnicy z Korei Południowej mogli wybrać nazwę dla tej planety. Spośród nadesłanych propozycji zwyciężyła nazwa Halla dla planety i Baekdu dla gwiazdy.